# Auto Modellista
Auto Modellista (アウトモデリスタ?) es un videojuego de carreras desarrollado y publicado por Capcom, lanzado por primera vez en PlayStation 2, luego adaptado a GameCube y Xbox.

## Descripción
Auto Modellista se diferenció de otros del mismo género con Gráficos sombreados en celdas, que le dio una apariencia dibujada a mano y similar a una caricatura. El juego es similar en jugabilidad a juegos como Gran Turismo, donde el jugador elige un vehículo que puede modificar y personalizar. Hay seis pistas en el juego predeterminado, incluido el Circuito Suzuka de la vida real y el Mt. Akagi paso de montaña.
Después de una mala recepción inicial, Capcom modificó el juego para sus lanzamientos en América del Norte. En Japón, el juego se volvió a publicar con estos cambios como Auto Modellista: US Tuned. Esta versión presentaba autos estadounidenses como el Dodge Viper, dos nuevas pistas ovaladas, varias mejoras en la interfaz de usuario y un nuevo modelo de manejo en el que los autos aceleraban más lentamente y perdían más velocidad en las curvas.
Los cambios de US Tuned estuvieron presentes en cada lanzamiento del juego, comenzando con el lanzamiento de PS2 en América del Norte a principios de 2003, como lo demuestra la nueva portada con el Dodge Viper. Muchos distribuidores predijeron que las ventas del juego iban a ser bajas y, en general, se negaron a comercializarlo.[cita requerida]
También en 2003, Auto Modellista recibió una continuación en forma de Group S Challenge para Xbox, aunque carecía del estilo visual de Auto Modellista y generalmente no se considera una secuela directa. Capcom no se ha involucrado en juegos de conducción desde entonces, aunque publicó algunos juegos basados en MotoGP desarrollados por Milestone srl, e incluyó Mega Man Battle & Chase, un juego de carreras. juego basado en la franquicia Mega Man, en Mega Man X Collection.

## Jugabilidad
Auto Modellista pretende ser un juego de carreras muy técnico, con una inmensa cantidad de piezas disponibles y escenarios para la selección de autos proporcionados al jugador. Se pueden ajustar varios aspectos de cada automóvil, lo que permite al jugador modificar el rendimiento del automóvil.
En el "modo Garaje" (el modo principal para un jugador), el jugador tiene la posibilidad de seleccionar uno de los cuatro tipos de neumáticos que afectan el agarre a la carretera en relación con las condiciones climáticas en la pista de carreras (por ejemplo, el " Semi-Slick Tires" brindan la máxima velocidad y agarre en clima seco, pero sufren bajo la lluvia). Otras opciones incluyen frenos (que determinan la eficiencia de frenado), suspensión, turbinas, silenciadores, computadora (determina la capacidad del automóvil para aceptar actualizaciones más adelante en el juego), el motor, "marcha final" y reducción de peso.
Las opciones de personalización de Auto Modellista también se extienden a las mejoras visuales, lo que permite al jugador elegir entre muchas combinaciones de colores diferentes, tipos de capó y spoiler, además de la capacidad de agregar insignias, calcomanías e incluso crear placas de matrícula. Los cambios de motor también están disponibles, por ejemplo, el Subaru 360 puede tener EJ20T en lugar de su EK32. Los motores intercambiados no se pueden volver a sintonizar en el juego.
Un gran aspecto del juego fue su modo en línea, con carreras en línea que admiten hasta 8 jugadores. Esta funcionalidad no estaba disponible en las versiones de GameCube y PlayStation 2 europea. Desde entonces, el modo en línea de Auto Modellista se canceló y no se puede usar en ninguna versión del juego.

## Desarrollo
Auto Modellista fue parte de una iniciativa de Production Studio 1 de Capcom para desarrollar tres juegos centrados en red en PlayStation 2. Los otros juegos fueron Monster Hunter y Resident Evil Outbreak. El plan de Capcom era que al menos uno de los juegos se convirtiera en un vendedor millonario. Tanto Monster Hunter como Resident Evil Outbreak eventualmente se convirtieron en millones de vendedores.

## Recepción
El juego recibió "críticas mixtas o promedio" en todas las plataformas según el agregador de reseñas Metacritic. En Japón, Famitsu le dio a la versión de PS2 una puntuación de 30 sobre 40.